# Stenotyla panamensis
Stenotyla panamensis är en orkidéart som beskrevs av Franco Pupulin. Stenotyla panamensis ingår i släktet Stenotyla och familjen orkidéer.
Artens utbredningsområde är Panamá. Inga underarter finns listade i Catalogue of Life.